# Eerste Klasse (Paesi Bassi)
L'Eerste Klasse è il sesto livello del campionato olandese di calcio e il quarto dilettantistico.
Nel football della domenica, la prima divisione era il livello dilettantistico più alto fino al 1974. Era il secondo livello dilettantistico e il quarta livello calcistico nei Paesi Bassi dal 1974 al 2010. Nel football del sabato, Eerste Klasse era la prima livello nel dilettantistico e il quarta livello calcistico nei Paesi Bassi a partire dal 1970-1996 e il secondo livello dilettantistico dal 1996 al 2010. Dal 2010 al 2016 è stato il terzo livello dilettantistico in entrambe le divisioni. Dal stagione 2016/17, l'Eerste Klasse è il quarto livello nel calcio dilettantistico olandese e il sesto livello calcistico nei Paesi Bassi.

## Formato
Il campionato è costituito da 11 gironi, di cui 5 per i Saturday clubs e 6 per i Sunday clubs, in base ai sei distretti della federazione calcistica dei Paesi Bassi. Ogni girone è costituito da dodici squadre, i cui campioni sono promossi in Hoofdklasse. Inoltre, la stagione è suddivisa in due periodi di otto partite ciascuno, i cui campioni si qualificano ai play-off promozione, le 13° e le 14° di ogni girone retrocedono in Tweede Klasse, mentre le squadre classificate all'11º e al 12º posto giocano i play-out per non retrocedere nella serie inferiore.

## Divisioni dell'Eerste Klasse
| Distretto | Saturday division | Sunday division |
| --------- | ----------------- | --------------- |
| West I    | Eerste Klasse A   | Eerste Klasse A |
| West II   | Eerste Klasse B   | Eerste Klasse B |
| South I   | Eerste Klasse C   | Eerste Klasse C |
| South II  |                   | Eerste Klasse D |
| East      | Eerste Klasse D   | Eerste Klasse E |
| North     | Eerste Klasse E   | Eerste Klasse F |